# 13 كنز
13 كنزًا هي رواية خيالية صدرت عام 2009 كتبتها ميشيل هاريسون؛ وهي الجزء الأول في سلسلة "الكنوز الثلاثة عشر". تعرض الرواية قصة فتاة صغيرة تدعى تانيا، لديها القدرة على رؤية المخلوقات الخُرافية.

## الجوائز
فازت رواية 13 كنزًا بجائزة واترستون لكتاب الأطفال لعام 2009.

## الملخص
تدور أحداث الرواية مع شخصيتها الرئيسية، الفتاة تانيا البالغة من العمر 13 عامًا، والتي تتمتع بقدرة نادرة على رؤية وسماع الجنيات والمخلوقات الأخرى التي تعيش في الغابة والعديد من الأماكن الأخرى. ولكن على مر السنين تعلمت تانيا الكذب بشأن الجنيات عندما تتعامل مع الآخرين، لأنها نامت بنفسها على أريكة المعالج النفسي بسبب هذه القدرة.
تقضي تانيا الصيف مع جدتها في إلفيسدن مانور كعقاب على حادثة خيالية أخرى في إسيكس. وقد أعطي القصر إلى جميع أفراد الأسرة حتى الآن. يعيش فابيان ابن وارويك أيضًا في إلفيسدين مانور ومع والد وارويك عاموس. كان عاموس موضع شك في اختفاء فتاة صغيرة تدعى موروينا بلوم منذ 5 عقود في الغابة المجاورة. كونه آخر شخص يراها.
في البداية، لم يكن تانيا وفابيان متعاطفين مع بعضهما البعض، ولكن عندما قضوا الوقت معًا بدأوا في تكوين صداقة مع بعضهم البعض. في تيكي إند - القرية المحلية - تلتقي تانيا بالساحرة المنعزلة ماد موراج، التي تعطيها بوصلة قديمة. تجد تانيا سوارًا فضيًا فريدًا أثناء تنظيف مكتبة قديمة ذات يوم. يوجد على هذا السوار ثلاثة عشر تعويذة. كما عثرت أيضًا على قُصاصات من الصحف عن فتاة تدعى موروينا بلوم اختفت في ظروف غامضة منذ 50 عامًا. بينما تتعاون تانيا وفابيان، ويقرران التحقيق في هذا الاختفاء وإثبات أن جد فابيان عاموس بريء. تجد تانيا أيضًا فتاة تُدعى ريد (أو روان) وتصادقها والتي تنقذ الأطفال المتغيرين أو الأطفال الخياليين الذين يتم تبادلهم مع أطفال بشريين من الموت في المستشفى لأن تعاويذهم التنكرية تتلاشى ويقتلون بسبب مظهرهم. اكتشفت أنه يمكن للمرء أن يتمتع "بنظرة ثانية" تتمثل في القدرة على رؤية الجنيات من خلال تغيير عائلته. تبين أن التغيير في عائلة تانيا هو إليزابيث إلفيسدين.
تخرج تانيا وريد وفابيان إلى الغابة باتباع تعليمات موروينا الخفية في قصيدة، لكن يتضح أن موروينا ذهبت إلى عالم الخيال قبل 50 عامًا وهي تريد العودة الآن. السبب الذي يجعل جدة تانيا لا تحب موروينا هو أن جدة تانيا (فلورنسا) كادت أن تدخل عالم الخيال بنفسها، لكنها لم تفعل ذلك في اللحظة الأخيرة. فكرت موروينا بشكل نقدي بسبب ذلك وهددت بأخذ والدة تانيا إلى عالم الخيال. ومع ذلك، خدعتها فلورنسا لمنحها 28 سنة أخرى. الآن موروينا تريد تانيا.

## الروابط الخارجية
- عن الكتاب[ رابط ميت دائم ]